# Kenneth Storvik
Kenneth Storvik (Bergen, 27 febbraio 1972) è un ex calciatore norvegese, di ruolo centrocampista.

## Carriera

### Club
Storvik iniziò la carriera con lo Åsane. Vestì poi le maglie del Viking, dei danesi del Lyngby, degli svedesi dell'Helsingborg, per poi tornare in patria al Rosenborg.
Nel 2003 passò al Brann, debuttando in squadra il 22 aprile dello stesso anno: sostituì Tommy Knarvik nella sconfitta casalinga per 6-1 contro il Rosenborg. Nel 2004, si trasferì al Frem, ove chiuse la carriera.

### Nazionale
Storvik giocò 18 partite per la Norvegia under 21.